# Golfo Sur de Eubea
El golfo Sur de Eubea (en griego: Νότιος Ευβοϊκός Κόλπος, Notios Evvoïkos Kolpos)   es un golfo del mar Egeo localizado en la parte central de costa oriental de Grecia, entre la isla de Eubea y la Grecia continental. Es la parte meridional del golfo de Eubea, que más que un golfo, es un estrecho marino que separa la isla de Eubea de la parte continental.
Con una longitud total de aproximadamente 50 km y una anchura de 10 a 20 km, el golfo Sur de Eubea se extiende casi en diagonal de noroeste a sureste, desde el estrecho de Euripo (NE), que lo conecta con el golfo de Eubea del Norte, hasta el golfo de las Petalias, cerca de Agia Marina, en el sur.

## Islas
- Petalias (islas mayores: Megalonisos, Chersonisi), Kavaliani y Stouronisi.

## Bahías en el golfo
- bahía Agion Apolstolon, sur
- bahía Oropos, suroeste
- bahía Aliveri, norte
- bahía Boufalo, noreste
- bahía Almyropotamos, noreste

## Lugares en el golfo
- Playa Sessi, sur
- Playa Varnavas, sur
- Playa Kalamos, suroeste
- Nea Palatia, suroeste
- Skala Oropou, suroeste
- Chalkoutsi, suroeste
- Pigadaki, suroeste
- Dilessi, oeste
- Paralia Achlidas, oeste
- Faros, oeste
- Chalkida, noroeste
- Eretria, noroeste
- Amarynthos, norte
- Aliveri, norte
- Panagia, noreste

- Datos: Q266636
- Multimedia: South Euboean Gulf / Q266636